# Deilephila elpenor
La sfinge della vite (Deilephila elpenor (Linnaeus, 1758)) è un lepidottero appartenente alla famiglia Sphingidae, diffuso in Eurasia e recentemente introdotto in America Settentrionale.

## Biologia

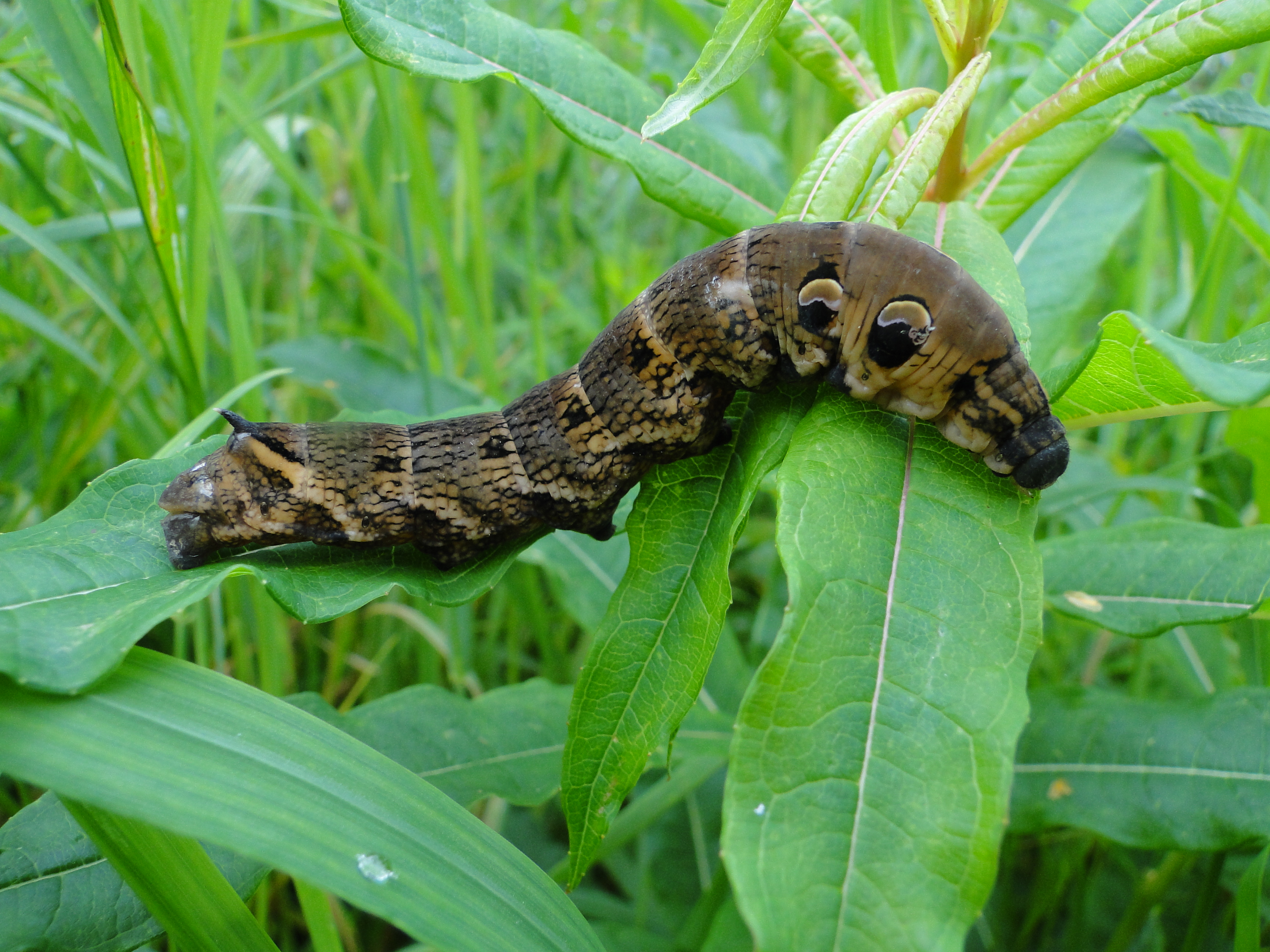
Bruco

### Larva
Il bruco esce dall'uovo dopo circa dieci giorni dalla sua deposizione; alla nascita è verde e lungo circa 4-5 mm, e presente un "corno" nella parte terminale del corpo. La larva giovane si nutre sia di giorno, sia di notte; a riposo, sta distesa e mimetizzata sulla faccia inferiore della foglia. Si nutre principalmente su piante dei generi Epilobium e Galium; in Europa settentrionale è documentato anche su Fuchsia, Impatiens, Lythrum, Calla, Menyanthes, Lonicera; in Europa meridionale, Vitis, Parthenocissus, Circaea, Oenothera, Arisaema, Polygonum, Daucus, Lysimachia, Rumex. 
Man mano che cresce, comincia a nutrirsi completamente esposto e, quando non mangia, si ritira alla base della pianta; alla fine dello sviluppo il bruco raggiunge i 70-80 mm e generalmente cambia colore in marrone, ma può anche restare verde o, in casi rari, assumere una tonalità grigio-blu (non è chiaro perché un bruco assuma uno di questi colori piuttosto che un altro, ma la ragione è probabilmente genetica). A questo punto il bruco s'impupa, formando un bozzolo al suolo con terra o detriti.
Particolare è il comportamento difensivo del bruco: se minacciato, la testa e i tre segmenti toracici si ritirano, gonfiandoli, dentro i primi due segmenti addominali, sui quali appaiono due macchie a forma di occhio; ciò spaventa predatori anche di grandi dimensioni; è inoltre capace di nuotare.

### Pupa
La pupa è lunga 35-47 mm, di colore marrone striato di marrone scuro. La pupa è molto attiva, e spesso si libera del bozzolo ancor prima di schiudersi; è inoltre stato dimostrato che, se immersa in acqua o sottoposta ad alta umidità, riesce a liberarsi dal bozzolo protettivo molto velocemente grazie ad una serie di spine posizionate sui tre segmenti addominali monili. La pupa può svernare e aprirsi l'anno successivo.

### Adulto
L'adulto, di colore rosa e khaki, ha un'apertura alare di 60-75 mm ed è piuttosto inconfondibile rispetto ad altre specie dello stesso genere, eccettuata Deilephila rivularis. Di giorno sta nascosto tra il fogliame, e prende il volo a notte inoltrata, depositandosi su fiori dei generi Lonicera, Silene, Buddleja e Valeriana. 

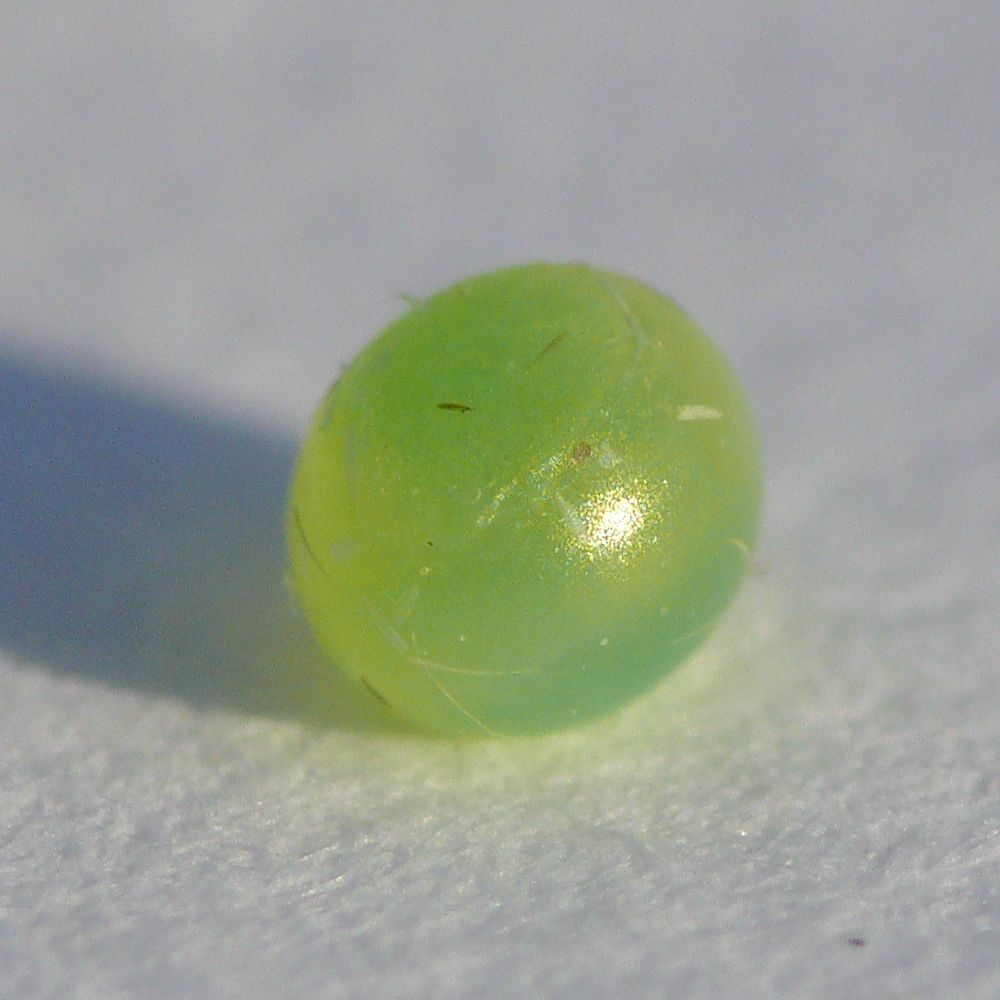
Uovo

L'accoppiamento avviene verso mezzanotte e dura circa due ore; la femmina comincia a deporre uova subito dopo e per diverse notti consecutive, raggiungendo il centinaio; le uova sono sferoidali (1.5x1.2 mm), e vengono deposte singolarmente o in paia sotto le foglie delle piante ospiti.
Molto attratto dalla luce, appare in genere dalla fine di maggio all'inizio di luglio; nell'Europa meridionale una seconda generazione avviene tra metà e fine agosto.

## Distribuzione e habitat
La sfinge della vite è diffusa in gran parte dell'Europa temperata. Diffusa in Sicilia ed è stata segnalata in Sardegna ma anche lungo tutte le coste della penisola italiana, in gran parte della penisola iberica, in Ucraina (compresi Crimea e basso Volga), Caucaso, Turchia e, nella Russia europea, fino all'oblast' di Arcangelo e a Uchta; procedendo verso oriente, è stata rinvenuta negli Alborz, in Kazakistan, Uzbekistan, Pakistan settentrionale, Siberia occidentale e meridionale, Jacuzia meridionale, nei monti Altai e nell'estremo oriente russo, in Giappone, Corea, gran parte della Cina e nelle isole Curili e Sachalin. Recente la sua introduzione nella Columbia Britannica meridionale.
Si può trovare generalmente nelle piane alluvionali formate dai corsi d'acqua, ma è segnalata anche nelle radure umide, nei solchi delle ferrovie e negli spazi incolti intorno ai centri abitati; sulle Alpi raggiunge i 1.500 metri di altitudine.